# Фучжоуский метрополитен
Фучжоуский метрополитен — система метро в городе Фучжоу в Китае, пущенная 18 мая 2016 года.

## История
В 2009 году было объявлено о начале строительства метро и первой линии из 24 станций протяжённостью 28,8 км. Стоимость проекта составила 17 миллиардов юаней (2,5 миллиарда долларов). На всех станциях установлены платформенные раздвижные двери.

## Линии
- Первая линия состоит из 24 станций. Протяжённость — 28,8 км. В мае 2016 года пущена первая очередь — участок длиной 9,7 км с девятью станциями, от Южного железнодорожного вокзала до станции Саньчацзе. 6 января 2017 открылся новый участок линии с 12 станциями.

## Перспективы
Строится участок линии 1 (предполагаемый пуск — в 2021 году), а также участок линии 2 (предполагаемый пуск — в 2019 году) и линии 6 (пуск в 2021 году).

## Галерея

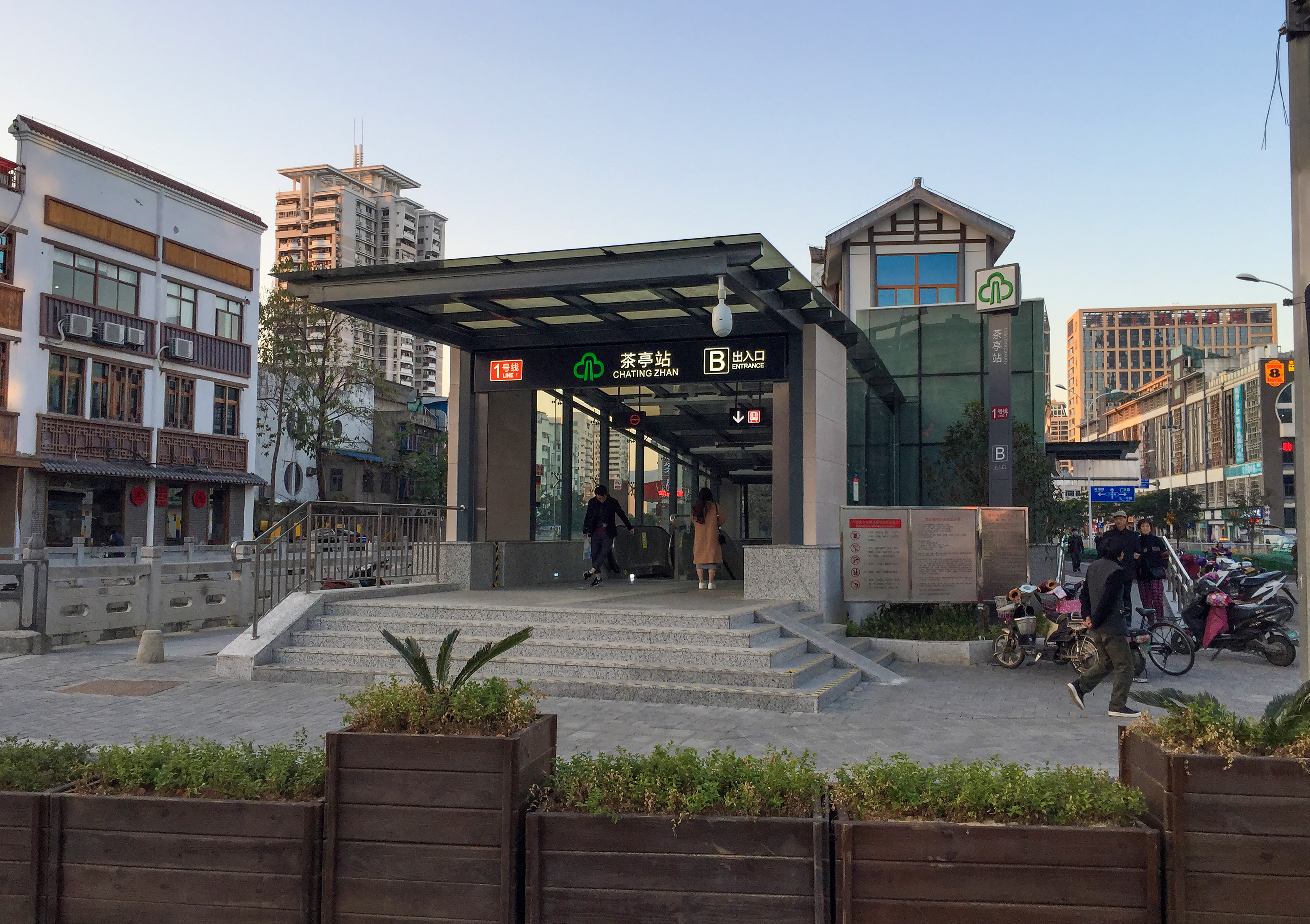
Вход на станцию Чатин
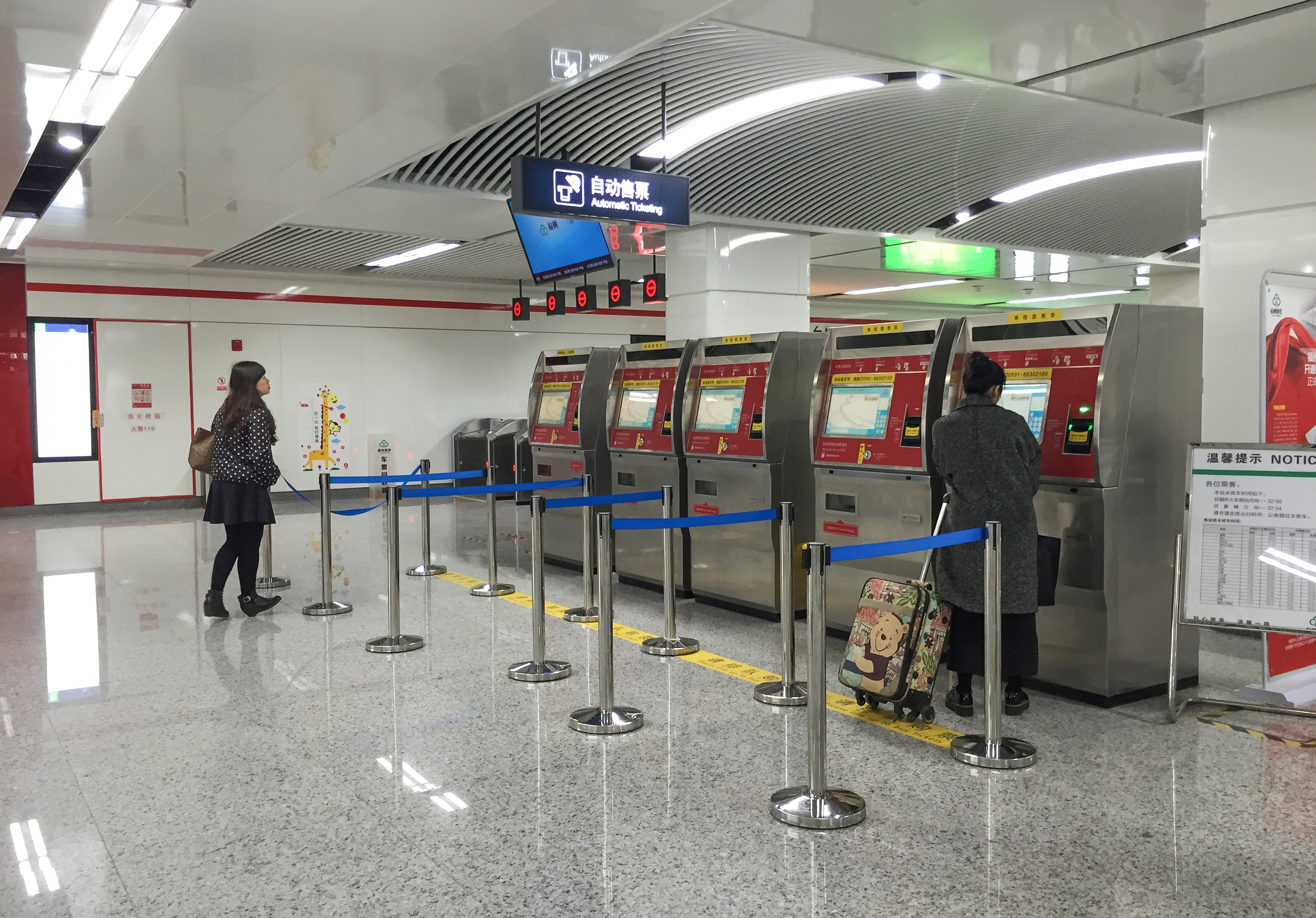
Вестибюль на станции Чатин
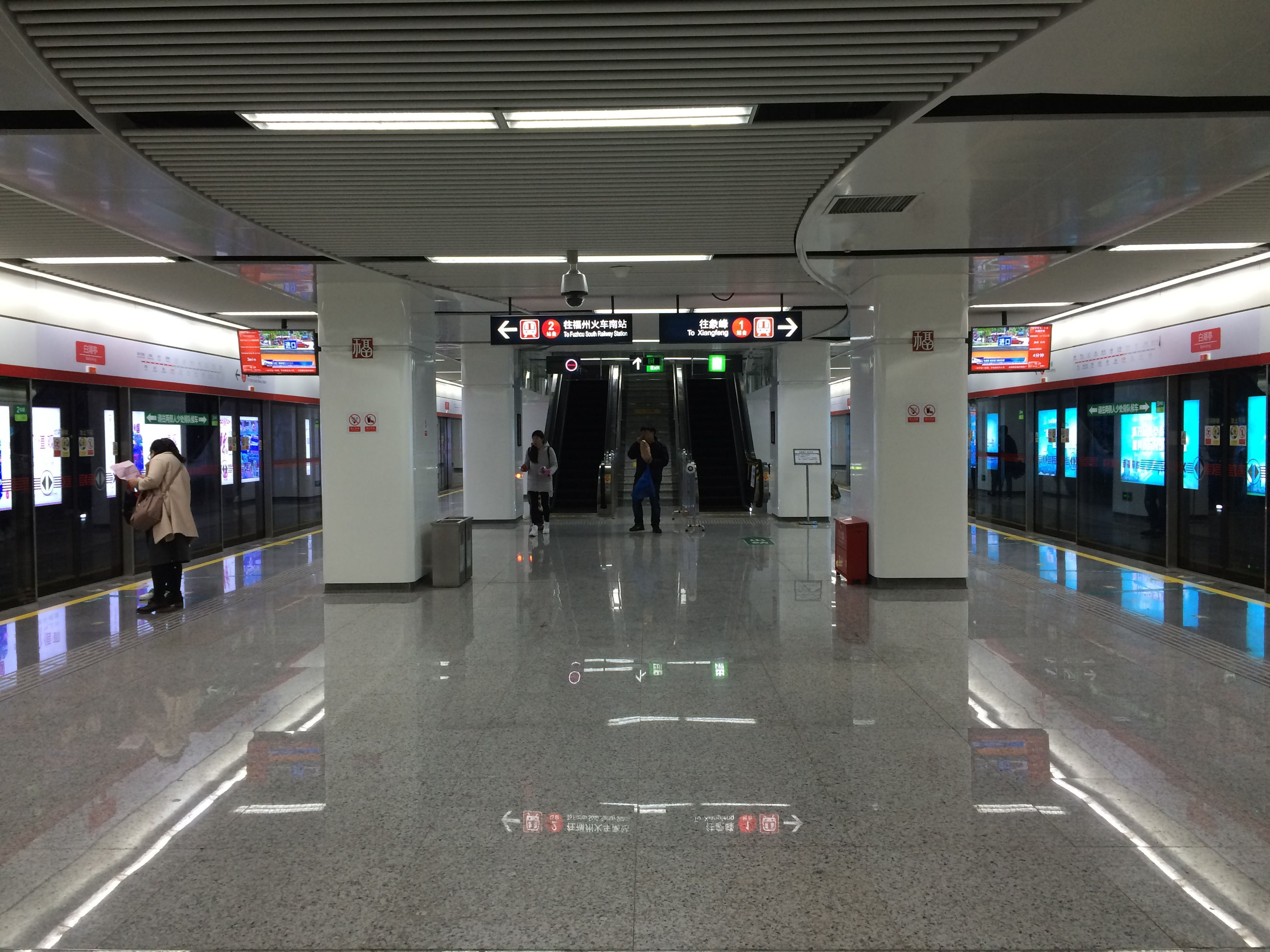
Платформа станции Байхутин